# Biscutella didyma
Biscutella didyma е растение от семейство Кръстоцветни (Brasicaceae).

## Разпространение
Видът е ендемичен за националния парк Гебел Елба, Халаибски триъгълник (спорна територия на Египет и Судан).